# Freebase
Freebase foi uma grande base de conhecimento colaborativa. Era uma coleta de dados estruturados online colhidas de várias fontes, inclusive a contribuição 'wiki' individual. O objetivo da Freebase, é criar um recurso global que permita as pessoas (e máquinas) acessar informação comum, mais efetivamente. Era desenvolvido pela empresa de software americana Metaweb e tem sido executado publicamente desde Março de 2007. Metaweb foi adquirida pela Google em uma venda privada anunciada em 16 de julho de 2010. 
Dados Freebase eram disponíveis para uso em uma "atribuição" de licença Creative Commons, e uma API, rdf endpoint, e database dump são fornecidos para programadores. Google's News Timeline inclui meios de comunicação de informações Freebase.